# Fittleworth
Fittleworth är en ort och civil parish i Storbritannien.   Den ligger i grevskapet West Sussex och riksdelen England, i den södra delen av landet, 70 km söder om huvudstaden London. Fittleworth ligger 33 meter över havet och antalet invånare är 931.
Terrängen runt Fittleworth är platt norrut, men söderut är den kuperad. Runt Fittleworth är det ganska tätbefolkat, med 172 invånare per kvadratkilometer. Närmaste större samhälle är Littlehampton, 17,1 km söder om Fittleworth. Trakten runt Fittleworth består till största delen av jordbruksmark.